# 藤本健二
藤本 健二（ふじもと けんじ、1947年〈昭和22年〉 - ）は、北朝鮮の最高指導者・金正日の元専属料理人。「藤本健二」は仮名・ペンネームであり、本名は非公開。

## 経歴

### 北朝鮮への渡航
東京都板橋区の板橋調理師会事務所の会長の紹介で、1982年7月、月給50万円の条件で初めて北朝鮮へ渡り、平壌の普通江ホテル近くの「安山館」の自身が設計した寿司屋で働いた。招待所へ寿司を作るために出張した際に金正日と知り合い、握手もして顔見知りとなった。金正日の好みは、マグロのトロの握りであった。やがて藤本は10日に1日は金正日から声がかかり、呼ばれるようになった。1983年の正月に一時帰国してうどんやそばの乾燥めんを仕入れ、それを振る舞ったが、帰国者たちからは大好評であった。しかし、安山館の責任者と微妙に話の食い違いが生じ、本来ならば1年契約だったが、少し前倒しして1983年5月に日本に帰国した。金正日は、藤本にマツタケの缶詰を土産に持たせた。
1989年から金正日の専属料理人として仕えた。藤本の証言から、藤本が単なる料理人としてのみ仕えたのではなく、正日および家族から信頼され、子供達から胸の内を発露される立場にさえあったことがうかがえる。藤本によれば、宴会場で金正日が自分（藤本）にチップを投げてよこしたのに立腹し、それを藤本が拾わなかったことが彼に強い印象を与え、その気骨をかえって評価され、信頼を得ることが出来たのではとしている。1990年に朝鮮労働党員になり、同時に朴哲（パク・チョル）という朝鮮名が与えられ、正日から2人の子どもたち（金正恩 - 当時7歳、金正哲 - 当時9歳）の遊び相手として指名されたという。なお、金正男には北朝鮮で会ったことはないとも述べている。
北朝鮮在住時の1989年に現地の民謡歌手・嚴正女（オム・ジョンニョ）と結婚し、息子1人と娘1人がいる。1994年には、朝鮮労働党中央委員会秘書室員となっている。1990年代には度々、食材などの買い付けのため日本へ来たが、1996年に一度入国管理法違反で逮捕され、釈放後しばらく沖縄県に滞在したことがあったという。1998年、平壌から北京に買出しに行った際に、日本の警視庁の部長に電話したことが北朝鮮側の盗聴により露見。1年6か月ほど平壌の自宅アパートに引き籠り、いつ強制収容所に送られるかという恐怖を味わわされたため、2001年に意を決し北朝鮮を脱出したとされる。その際、脱出の心添えをしたのが高容姫だったとされる。金正日の私生活を知る数少ない人物とされ、テレビ出演の際には、必ずバンダナとサングラスを着用している。これは北朝鮮の殺し屋から身を守るためとしている。その後、藤本の脱出を受け、家族は2年ほど順川市の炭鉱に送られて仕事をした。
しかしながら、なぜ金正日が自身と家族の生殺与奪に関与可能で、かつトップシークレットとしたいであろう身内家族の情報を知りえる立場の料理人に、わざわざ外国（それも仮想敵国）出身者を採用したのかは不明である。この点について、著書の解説者である菊池嘉晃は、「藤本氏は朝鮮語も何も知らないまま渡った。だからこそ、金総書記の料理人になれたともいえる。もし彼が最初から朝鮮語に堪能で、北朝鮮の内情に関心を持っていたとすれば、それこそ『スパイ』と疑われて金総書記のそばになど近づけなかったろう。藤本氏が金総書記のそばに置かれたのは、素直で明るい性格に加え、良い意味での“遊び人”であり、金総書記の大好きなバカラなどの賭け事はもちろん、さまざまなスポーツにも長け、気のおけない遊び相手になれたことが大きかったように思われる。藤本氏の身長が、（シークレットブーツを履いて）164-165cmとみられる金総書記よりわずかに低かった (162cm) のも幸いしたかもしれない」と述べている。
2003年に初めてマスコミに登場して以来、その後の著作を含めて、金正日の後継者は三男の「ジョンウン王子」であるとの見方を一貫して示してきた。三男の存在はほとんど国内外で知られておらず、儒教文化圏の国であることから金正男、もしくは次男の金正哲が後継者になると有力視されていた。藤本の北朝鮮への渡航自体の信ぴょう性が疑われたこともあったが、金正恩が正式に後継者指名されると、再びその証言の信頼性が見直されていった。

### 日本への帰国
日本に帰国後は、北朝鮮当局の暗殺を恐れてサングラスで顔を隠し、常に防弾チョッキを身に着けて行動している。
2006年（平成18年）の北朝鮮の核実験を受けた制裁措置で、アメリカ合衆国などによる輸出禁止の贅沢品のリストの作成にアドバイスを与えたと報道された。
金正日の三男である金正恩の名を挙げる時は、正恩王子（ジョンウン王子）と呼ぶことが多い。2009年（平成21年）6月24日「大川興業」のライブで、北朝鮮のネタでお笑いデビューした。この際にはいつものバンダナとサングラスを外している。以降、何度か大川興業主催のライブにゲスト出演していた。
シドニー・モーニング・ヘラルドが、ウィキリークスから入手し2011年（平成23年）2月に発表した、東京発のアメリカ外交公電によれば、内閣情報調査室の“北朝鮮に関する最も優れた情報源”だった。2008年（平成20年）10月、時の内閣情報官・三谷秀史が、国務省情報調査局長ランドール・フォートと会談した中で打ち明けたという。2011年（平成23年）現在、金一家の家族構成や各人のパーソナリティについての日本国政府の情報源は、事実上藤本の知識に頼る以外ない状態にある。
2012年（平成24年）には、朝鮮学校問題に係る在日スパイ被疑事件に巻き込まれ、北朝鮮の土台人から監視を受けていたことが発覚した。

### 2012年の渡航
2012年6月16日に金正恩から招待を受け、7月18日に「10年前の約束を守れ」というメッセージを受け、2012年7月21日から8月4日まで11年ぶりに北朝鮮を訪問するなど、正恩が北朝鮮トップとなったあとも縁は切れていない。7月22日に金正恩・李雪主・金与正らと面会。正恩に面会した時、藤本は「裏切り者の藤本が帰ってきました」と約束を守れなかったことを泣いて詫びた。それに対し正恩は藤本を抱きよせ「藤本さん、いいから、いいから」と肩を抱き、両者は久しい再会に感涙にむせんだ。訪問の直前、7月6日に息子が心臓発作で死亡したことを、7月23日に家族と面会した際に聞く。

### 2016年の渡航
もともと平壌でラーメン屋を開く夢を持っており、2016年4月に再訪朝し、さらに2016年9月にも北朝鮮に入国、その後、音信が途絶えた。しかし2017年に平壌の楽園百貨店の別棟4階に念願の日本料理店「たかはし」をオープンし、寿司、ラーメン、おでんなどの日本料理を提供していることがわかった。面会した男性によると、店は10畳ほどの広さで、藤本が握る寿司を中心とした50米ドルから150米ドルまでのコースメニューがあり、日本酒なども置かれていたということである。しかし、日本料理店で使用される食材や調味料が日本製であることについては、日本国政府関係者から外為法違反の疑いが指摘されている。
2019年6月から所在が明らかになっておらず、未確認ながら身柄を拘束されている情報もあるという報道がなされていた。しかし、7月に駐朝イギリス大使コリン・クルックスが日本料理店「たかはし」に来店して、藤本と撮った画像をTwitterに投稿したことで所在が確認された。同年夏以降は日本人観光客が「たかはし」へ来店できない事態が訪朝者から報告された。同年10月10日には、実業家の川島和正が「たかはし」を訪れ、店を手伝っているという藤本の娘、藤本らの画像を添えたブログ記事を公開し、旅行代理店による英語の観光レポートが掲載された。
2023年1月現在、消息が再度不明となっており、ジャーナリストの重村智計によれば日米韓の情報関係者の間では生死すら未確認とされている。

## 著作
- 『金正日の料理人　間近で見た権力者の素顔』扶桑社、2003年6月 
  - 『金正日の料理人―間近で見た独裁者の素顔』扶桑社文庫、2008年12月。ISBN 978-4-594-05846-3。
- 『金正日の私生活 知られざる招待所の全貌』扶桑社 2004年 ISBN 978-4-594-04681-1
- 『核と女を愛した将軍様 金正日の料理人「最後の極秘メモ」』小学館 2006年 ISBN 978-4-09-379728-3
  - 『核と女を愛した将軍様　金正日の料理人「最後の極秘メモ」』小学館文庫 2009年
- 『北の後継者キム・ジョンウン』中公新書ラクレ 2010年 ISBN 978-4-121-50367-1
- 『引き裂かれた約束 全告白・大将同志への伝言』講談社 2012年 ISBN 978-4-062-18169-3